# Niegosławice (gmina)
Pour les articles homonymes, voir Niegosławice.
Niegosławice est une gmina rurale (gmina wiejska) de la powiat de Żagań, dans la Voïvodie de Lubusz, dans l'ouest de la Pologne.
Son siège administratif (chef-lieu) est le village de Niegosławice, qui se situe environ 28 kilomètres à l'est de Żagań (siège de la powiat) et 42 kilomètres au sud de Zielona Góra (siège de la diétine régionale).
La gmina couvre une superficie de 136,11 km2 pour une population de 4 529 habitants en 2016.

## Histoire
De 1975 à 1998, la gmina est attachée administrativement à la voïvodie de Zielona Góra.

Depuis 1999, elle fait partie de la voïvodie de Lubusz.

## Géographie
La gmina inclut les villages et localités de :

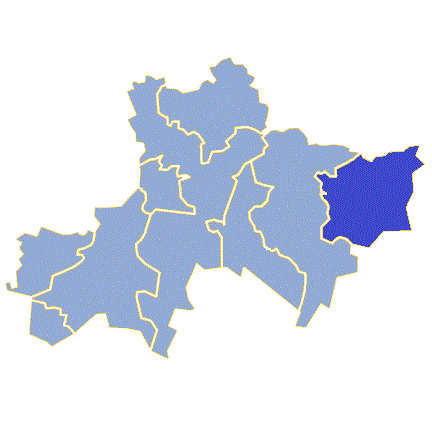
Plan de la gmina

- Bukowica
- Bukowiczka
- Dworcowy
- Gościeszowice
- Jurzyn
- Krzywczyce
- Międzylesie
- Mycielin
- Nowa Bukowica
- Nowa Jabłona
- Nowy Dwór
- Przecław
- Pustkowie
- Rudziny
- Stara Jabłona
- Sucha Dolna
- Wilczyce
- Zagóra
- Zimna Brzeźnica

### Gminy voisines
La gmina de Niegosławice est voisine des gminy suivantes :
- Bytom Odrzański
- Gaworzyce
- Nowe Miasteczko
- Przemków
- Szprotawa
- Żukowice

## Structure du terrain
D'après les données de 2002, la superficie de la commune de Niegosławice est de 136,11 kilomètres carrés, répartis comme telle :
- terres agricoles : 64%
- forêts : 21%

La commune représente 12,03% de la superficie du powiat.

## Démographie
Données du 30 juin 2004:
| Description        | Total  | Total | Femmes | Femmes | Hommes | Hommes |
| ------------------ | ------ | ----- | ------ | ------ | ------ | ------ |
| Unité              | Nombre | %     | Nombre | %      | Nombre | %      |
| Population         | 4 716  | 100   | 2 429  | 51,5   | 2 287  | 48,5   |
| Densité (hab./km²) | 34,6   | 34,6  | 17,8   | 17,8   | 16,8   | 16,8   |